# Essen
Essen (pronunciación en alemán: /ˈɛsn̩/ⓘ) es una ciudad alemana del estado de Renania del Norte-Westfalia, situada sobre el río Ruhr en el corazón de la Región del Ruhr. Cuenta con una población de 579 372 habitantes (2022), lo que la convierte en la cuarta más poblada del estado por detrás de Colonia, Düsseldorf y Dortmund y la novena del país.
Es la sede de varias de las autoridades de la región, así como de ocho de las cien mayores empresas alemanas de capital público por ingresos, incluidas dos empresas del DAX. Essen se considera a menudo la capital de la energía de Alemania, ya que E.ON y RWE, los mayores proveedores de energía de Alemania, tienen su sede en la ciudad. Essen también es conocida por su impacto en las artes a través de la respetada Universidad de las Artes Folkwang, su Escuela de Gestión y Diseño Zollverein y el premio Red Dot de diseño de productos industriales. A principios de 2003, las universidades de Essen y de la cercana ciudad de Duisburgo (ambas creadas en 1972) se fusionaron en la Universidad de Duisburgo-Essen, con campus en ambas ciudades y un hospital universitario en Essen. En 1958, Essen fue elegida como sede de una diócesis latina de la Iglesia católica (a menudo denominada Ruhrbistum o diócesis del Ruhr).
Fundada hacia el año 845, Essen siguió siendo una pequeña ciudad dentro de la esfera de influencia de un importante principado eclesiástico (la Abadía de Essen) hasta el inicio de la industrialización. La ciudad se convirtió entonces -especialmente a través de las fábricas de hierro de la familia Krupp- en uno de los centros de carbón y acero más importantes de Alemania. Hasta la década de 1970, Essen atrajo a trabajadores de todo el país; fue la quinta ciudad más grande de Alemania entre 1929 y 1988, con un máximo de 730 000 habitantes en 1962. Tras el declive en toda la región de las industrias pesadas en las últimas décadas del siglo XX, la ciudad ha visto desarrollarse un fuerte sector terciario de la economía. El testigo más notable de este cambio estructural es el Complejo Industrial de la Mina de Carbón de Zollverein, que en su día fue el mayor de su clase en Europa. Cerrada finalmente en 1993, tanto la coquería como la mina están inscritas en la lista del Patrimonio Mundial de la Unesco desde 2001.
Entre los logros notables de la ciudad en los últimos años se encuentran el título de Capital Europea de la Cultura en nombre de toda la cuenca del Ruhr en 2010 y la selección como Capital Verde Europea para 2017. Desde octubre de 2015, su alcalde es Thomas Kufen de Unión Demócrata Cristiana (CDU).

## Geografía

### General
| Oberhausen          | Bottrop      | Gladbeck     | Gelsenkirchen |
| Mülheim an der Ruhr | Essen (mapa) | Essen (mapa) | Bochum        |
| Ratingen            | Heiligenhaus | Velbert      | Hattingen     |

Essen está situada en el centro de la cuenca del Ruhr, una de las mayores zonas urbanas de Europa (véase también: Megalópolis), que comprende once ciudades independientes y cuatro distritos con unos 5,3 millones de habitantes. Los límites de la ciudad de Essen tienen 87 km de longitud y limitan con diez ciudades, cinco independientes y cinco kreisangehörig (es decir, pertenecientes a un distrito), con una población total de aproximadamente 1,4 millones de habitantes. La ciudad se extiende a lo largo de 21 km de norte a sur y 17 km de oeste a este, principalmente al norte del río Ruhr.
El Ruhr forma el lago Baldeney, embalse en los municipios de Fischlaken, Kupferdreh, Heisingen y Werden. El lago, una popular zona de recreo, data de 1931 a 1933, cuando unos miles de mineros del carbón en paro lo dragaron con herramientas primitivas. En general, las amplias zonas al sur del río Ruhr (incluidos los suburbios de Schuir y Kettwig) son bastante verdes y suelen citarse como ejemplos de estructuras rurales en la zona central del Ruhr, por lo demás relativamente densamente poblada. Según la Oficina Federal de Estadística de Alemania, Essen, con un 9,2 % de su superficie cubierta por zonas verdes recreativas, es la ciudad más verde de Renania del Norte-Westfalia y la tercera ciudad más verde de Alemania. La ciudad ha sido preseleccionada para el título de Capital Verde Europea dos veces consecutivas, en 2016 y 2017, ganando en 2017. La ciudad fue destacada por sus prácticas ejemplares en la protección y mejora de la naturaleza y la biodiversidad y los esfuerzos para reducir el consumo de agua. Essen participa en diversas redes e iniciativas para reducir las emisiones de gases de efecto invernadero y mejorar la resistencia de la ciudad ante el cambio climático.
El punto más bajo se encuentra en el distrito norte de Karnap, con 26,5 m, y el más alto en el distrito de Heidhausen, con 202,5 m. La altitud media es de 116 m.

## Historia

### Etimología
Contrario a la creencia popular, el nombre de Essen no se refiere a la comida (essen, en alemán, es también el verbo «comer»), sino que parece tener su origen en la antigua palabra Asnithi, que podía referirse a una región al este o a una región donde había muchos fresnos (Eschen).

### Historia temprana
Existen restos arqueológicos que se remontan 280 000 a. C. (Vogelheimer Klinge, en la comarca de Vogelheim); otros restos tienen entre 120 000 y 10 000 años de antigüedad. 
Essen era un lugar donde se asentaron diversos pueblos germánicos. El castillo Alteburg al sur de Essen se remonta a los celtas y el Herrenburg al siglo VIII.

### Historia medieval y reciente

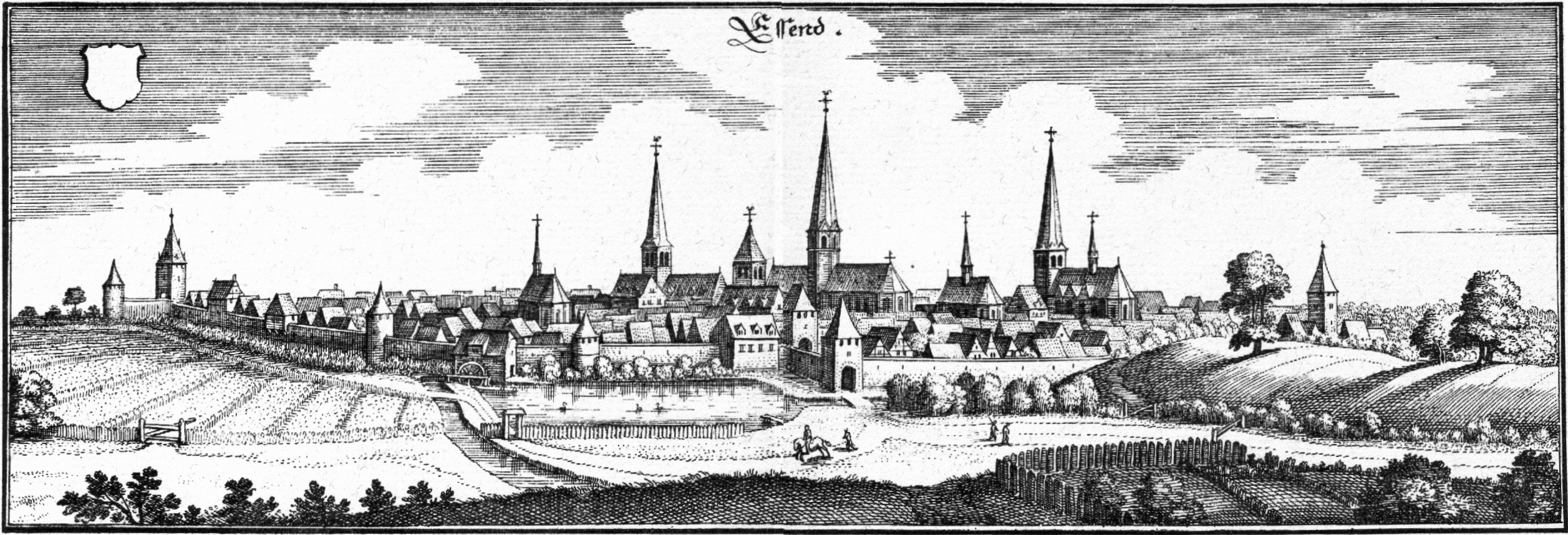
Essen en un grabado de 1647.

Essen se fundó sobre el 845 como un convento para mujeres, que se convirtió en uno de los monasterios más importantes del siglo X. Después del fin de la dinastía otoniana, Essen perdió importancia y permaneció como un pueblo dedicado a la agricultura hasta el siglo XIX. Fueron las minas de carbón y de hierro las que ocasionaron el crecimiento de la ciudad y de toda el área del Ruhr.
En 1811, la familia Krupp fundó una industria para producir acero en la ciudad. Essen pasó a ser la ciudad minera más grande de Europa durante varias décadas, gracias en particular a la industria de armamentos de la familia Krupp.
En el XX, a consecuencia de las reparaciones impuestas a Alemania en el Tratado de Versalles (1919) tras su derrota en la Primera Guerra Mundial, el Ruhr fue ocupado por tropas belgas y francesas entre 1923 y 1925. Esta situación provocó la "Ruhrkampf", un levantamiento que fue apoyado por el régimen de Weimar. Durante la Segunda Guerra Mundial, la ciudad fue arrasada por los bombardeos británicos, con más del 70 % de sus edificios destruidos. En abril de 1945 fue tomada por los aliados sin combatir, quedando en la posguerra la región del Ruhr ocupada por tropas británicas y estadounidenses. En 1949, los aliados establecieron una comisión internacional para vigilar la producción regional de carbón y acero. Dos años después, la comisión internacional fue suprimida y entró en funcionamiento la Comunidad Europea del Carbón y del Acero (CECA), considerada como la "semilla" de la actual Unión Europea. A partir de los años 1960, la demanda de carbón disminuyó considerablemente a nivel mundial.
Hoy en día, la industria pesada del carbón ha desaparecido de Essen. Como recuerdo de su importancia, la ciudad conserva numerosos lugares de la historia industrial, tales como el Zeche Zollverein, que fue inscrito por la Unesco en la lista de sitios Patrimonio de la Humanidad en 2001. La ciudad se ha renovado, desarrollando otras actividades. En los temas culturales, se encuentran museos importantes, tales como el que alberga la colección de arte (Museo Folkwang (Museum Folkwang). En 2010, "Essen por el Ruhrgebiet" fue capital europea de la cultura. 

## Economía

Vista del pozo 12 de la mina de carbón de Zollverein.

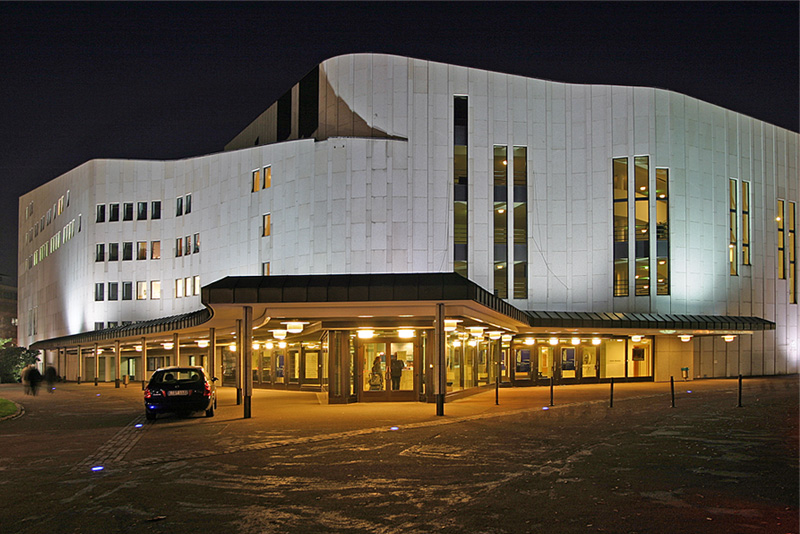
El teatro de ópera diseñado por Alvar Aalto.

Essen fue durante décadas la ciudad minera más grande de Europa.
A partir de los años 1960 Essen ha evolucionado paulatinamente, abandonando su economía centrada en la industria minera para convertirse en la actualidad en una ciudad que basa su economía en el sector de servicios. De hecho, la ciudad de Essen- así como en general las ciudades del "Ruhrgebiet" o valle del Ruhr- han dejado de ser las ciudades mineras e industriales contaminadas que eran a principios del siglo XX para reconvertirse en lugares de cultura y ecología.
La ciudad de Essen alberga anualmente la mayor feria internacional del sector de los juegos de mesa: la Internationale Spieltage.

## Demografía
La región ha experimentado un descenso en su número de habitantes debido a la desindustrialización. Además ya no ejerce la atracción de las décadas de 1950 y 1960, cuando llegaban obreros de todas partes de Alemania y del sur de Europa. En un momento llegó a concentrar buena parte de la inmigración turca en Alemania.[cita requerida]

## Capital Europea de la Cultura
| Predecesor: Vilna Linz | Capital Europea de la Cultura junto a Pecs y Estambul 2010 | Sucesor: Turku Tallin |

## Ciudades hermanadas
- Grenoble (Francia),[9][10]
- Nizhny Novgorod (Rusia)[9]
- Sunderland (Reino Unido)[9]
- Tampere (Finlandia)[9]
- Tel Aviv (Israel)[9]

## Personas notables
- Armin Meiwes
- Altfredo de Hildesheim
- Johann Julius Hecker
- Karl y Theo Albrecht
- Helene Kröller-Müller

## Deportes
Rot-Weiss Essen es el club de la ciudad y se desempeña en la tercera división del fútbol alemán, la 3. Liga. Juega sus partidos de local en el Stadion Essen cuyo aforo es de 20.000 espectadores.